# Elvira Castner

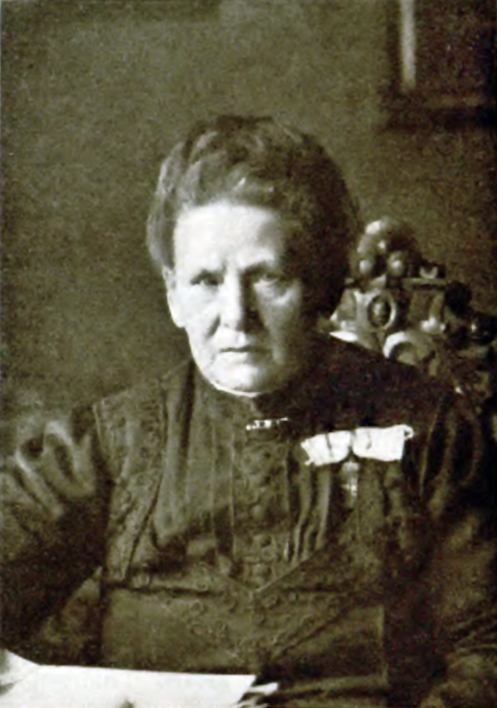
Elvira Castner (Aufnahme vermutlich von 1914, anlässlich ihres 70. Geburtstages)

Elvira Castner (* 12. März 1844 in Zempelburg, Westpreußen; † 13. Juli 1923 in Berlin-Marienfelde) war eine deutsche Lehrerin, Zahnärztin und Frauenrechtlerin. Sie gründete 1894 die erste Gartenbauschule für Frauen.

## Leben
Elvira Castner war das fünfte von zwölf Kindern des Apothekers und späteren Rittergutsbesitzers Philipp Castner (1803–1867) und seiner Frau Mathilde Nadal (1817–1898). Ihre Mutter, die sich um den elterlichen Garten kümmerte, vermittelte ihr und ihren Geschwistern schon früh ein Verständnis für den Gartenbau.
Von 1859 bis 1861 besuchte sie das 1. staatliche Lehrerinnenseminar in Posen. Anschließend arbeitete sie für kurze Zeit als Erzieherin in einem Privathaus, bevor sie eine Stelle als Lehrerin an der städtischen Volksschule in Jastrow (Westpreußen) antrat. Da sie eine chronische Heiserkeit entwickelte, musste sie diese Tätigkeit allerdings nach wenigen Jahren aufgeben und wurde 1871 pensioniert.
Castner wollte Zahnmedizin studieren, da die deutschen Universitäten aber keine Frauen zum Studium zuließen, studierte sie von 1876 bis 1878 Zahnheilkunde in Baltimore in den USA. Nach dem Abschluss als Doctor of Dental Surgery kehrte sie nach Deutschland zurück, vertrat zuerst Henriette Hirschfeld-Tiburtius und eröffnete dann eine eigene Zahnarztpraxis in Berlin, die sie bis 1899 führte.
1891 erwarb sie für sich ein Wohnhaus in Friedenau, in dessen Garten sie umfangreiche Gemüsekulturen und Obstbäume anpflanzte.

## Obst- und Gartenbauschule für Frauen
Während ihres Amerika-Aufenthaltes fiel ihr im Hafen von Baltimore auf, wie hier große Mengen an Obst, insbesondere Äpfel, für den Export nach Deutschland verladen wurden. Sie hatte daraufhin die Idee, dass der Obstbau in Deutschland gefördert werden müsse. In ihren Augen war dies eine geeignete Aufgabe für junge Frauen.
Fast zwanzig Jahre später wollte Castner die damals entstandene Idee umsetzen und Gartenbauschulen für Frauen gründen. Zunächst versuchte sie, dafür eine Genossenschaft zu gründen, konnte aber nicht genug Interessenten für eine Beteiligung finden. Deshalb beschloss sie, ohne fremde Hilfe eine entsprechende Schule zu eröffnen.
Am 1. Oktober 1894 eröffnete Castner die erste Obst- und Gartenbauschule für Frauen auf den Grundstücken Fregestraße 40 und 41. Im ersten Jahr besuchten sieben Schülerinnen die Schule, im zweiten Jahr schon 16 Schülerinnen. Vier Jahre zuvor hatte schon Hedwig Heyl eine Gartenbauschule für Frauen in Berlin-Charlottenburg eröffnet; diese war jedoch als Ergänzung zu der von Heyl gegründeten Koch- und Haushaltsschule geplant und nicht als selbständige Ausbildungseinrichtung: Als Elvira Castner die Gründung ihrer Gartenbauschule ankündigte, schloss Heyl ihre Gartenbauschule und schickte die Schülerinnen zu Elvira Castner.

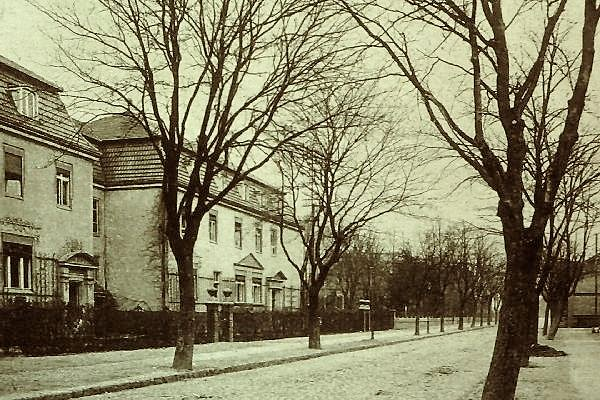
Obst- und Gartenbauschule in Marienfelde

Einige Jahre später bot sich ihr die Möglichkeit, in Marienfelde ein Areal von 14 Morgen zu kaufen, auf dem sie ein eigenes Schulhaus errichten ließ. 1899 siedelte die Gartenbauschule mit 32 Schülerinnen nach Marienfelde um, wo auf dem größeren Gelände die Möglichkeit bestand, mehr Schülerinnen an der Schule aufzunehmen. Dieses Gelände hatte die Adresse Berliner Straße 5–6 und lag zwischen der Bismarck- (seit 1947: Belßstraße) und Emilienstraße.
Im Durchschnitt besuchten jährlich zwischen 60 und 70 junge Frauen die Schule. Zu Castners 70. Geburtstag im Jahr 1913 hatten bereits fast 700 Frauen die Gartenbauschule besucht, nach 25 Jahren des Bestehens (1919) wurde die tausendste Anmeldung gezählt. Die Absolventinnen waren zwischen 16 und 50 Jahre alt, es gab für die Aufnahme als Schülerin keine Obergrenze für das Alter, allerdings wurde für die Aufnahme ein „Abgangszeugnis der ersten Klasse einer höheren Mädchenschule“ verlangt.
Neben der zweijährigen Vollzeitausbildung bot die Schule auch Gartenbaukurse für Lehrerinnen an, die jeweils im Frühling und Herbst stattfanden. Diese Kurse wurden durch das Kultusministerium gefördert.
Castner leitete die Schule bis ins hohe Alter selbst und sorgte für eine stetige Weiterentwicklung des Lehrprogramms.
Die Obst- und Gartenbauschule wurde 1922 geschlossen, Gelände und Gebäude an die Deutsche Reichsbahn verkauft. Im Zweiten Weltkrieg wurden die Gebäude zerstört.

## Mitgliedschaften und Ehrungen
Castner war Mitglied ab 1894 Mitglied der Deutschen Gartenbau-Gesellschaft.
Als Anerkennung für die Gründung der Gartenbauschule für Frauen verlieh die Kaiserin Castner das silberne Verdienstkreuz am weißen Bande.

## Veröffentlichungen
- Welche soziale Bedeutung hat die Beteiligung der Frauenarbeit im Gartenbau. 1897.[16]
- Die Frau als Gärtnerin. 1900.[16]
- Obst- und Gartenbau, ein Erwerbszweig f. gebildete Frauen. 1895.[16]